# Волинське лісництво
Волинське лісництво» — територіально-виробнича одиниця ДП «Кременецьке лісове господарство» Тернопільського обласного управління лісового та мисливського господарства, підприємство з вирощування лісу, декоративного садивного матеріалу.
Контора лісництва розташована в с. Стіжку Шумського району.

## Відомості
Площа лісових насаджень — 5309,6 га, всі розташовані в Шумському районі.
Є 5 майстерських дільниць. Середня площа майстерської дільниці — 1061,9 га.

## Об'єкти природно-заповідного фонду
На території лісництва знаходяться такі об'єкти природно-заповідного фонду:
- Національний природний парк «Кременецькі гори» — квартали 55-88, квартал 90 (виділи 1-8, 9.1, 10-18, 20-25, 27-31), квартали 91 (виділи 11, 3-9, 10.1, 11-20), квартали 92-93, 95